# Schortens
Schortens ist eine Stadt und selbständige Gemeinde im Landkreis Friesland in Niedersachsen. Die Gemeinde wurde 2005 zur Stadt ernannt und ist seitdem nach Varel die zweitgrößte Stadt im Landkreis Friesland. Seit dem 6. Dezember 2011 ist die Stadt ein staatlich anerkannter Erholungsort.

## Name
Schortens wurde erstmals 1158 als Scortinh erwähnt. Aus dem Jahre 1190 ist die Bezeichnung Scortinghe überliefert. 1354 wird das Dorf Scortinze genannt und 1420 Schortensze. Der Name ist eine Ableitung des Rufnamens Scroet oder Scoto mit dem affrikativen Kollektivsuffix -ingi, aus dem später das -ens wurde.

## Geographie
Schortens liegt im Jeverland auf der ostfriesischen Halbinsel, am Rand der Marsch. Zahlreiche Dörfer, etwa die heutigen Stadtteile Accum und Schoost liegen auf in die Marsch hereinragenden Geestzungen, zwischen denen es früher ausgedehnte Moor- und Heidegebiete gab.

### Nachbargemeinden
Schortens grenzt im Nordwesten an die Stadt Jever, im Norden an die Gemeinde Wangerland, im Osten an die kreisfreie Stadt Wilhelmshaven, im Süden an die Gemeinde Sande und im Südwesten an die Gemeinde Friedeburg, welche zum Landkreis Wittmund gehört.

### Stadtgliederung
Die Stadt umfasst die zwölf Stadtteile Schortens, Heidmühle, Grafschaft, Accum, Sillenstede, Schoost, Roffhausen, Middelsfähr, Addernhausen, Oestringfelde, Ostiem und Upjever.
Während Schortens, Heidmühle, Oestringfelde und Ostiem zusammen einen geschlossenen Ortskern mit circa 13.000 Einwohnern bilden, handelt es sich bei den anderen Stadtteilen um einzeln gelegene kleinere Orte mit Einwohnerzahlen von etwa 150 (Schoost) bis zu 2100 (Sillenstede).
Zudem ist der Wohnplatz Weißenfloh mit einem Ortseingangsschild versehen.

### Klima
Schortens liegt in einer gemäßigten Klimazone, die dem direkten Einfluss der Nordsee untersteht. Nach der Klimaklassifikation von Köppen befindet sich die Stadt in der Einteilung Cfb. C steht für ein warm-gemäßigtes Klima, fb für ein feucht-gemäßigtes Klima mit Sommern, in denen die Tagestemperaturen tiefer sind und Wintern, in denen die Tagestemperaturen häufig höher sind als im weiteren Inland. Insgesamt wird das Klima von der mitteleuropäischen Westwindzone geprägt.

## Geschichte

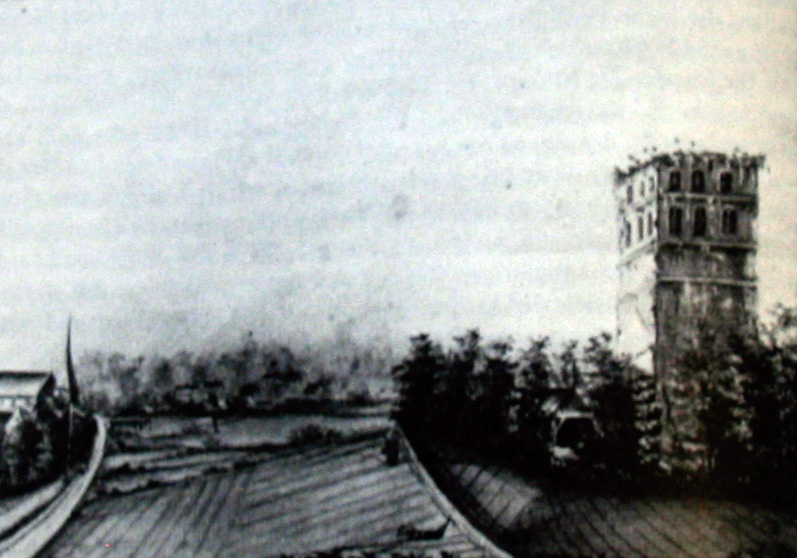
Turm des abgebrochenen Klosters Östringsfelde, Gemälde von 1789

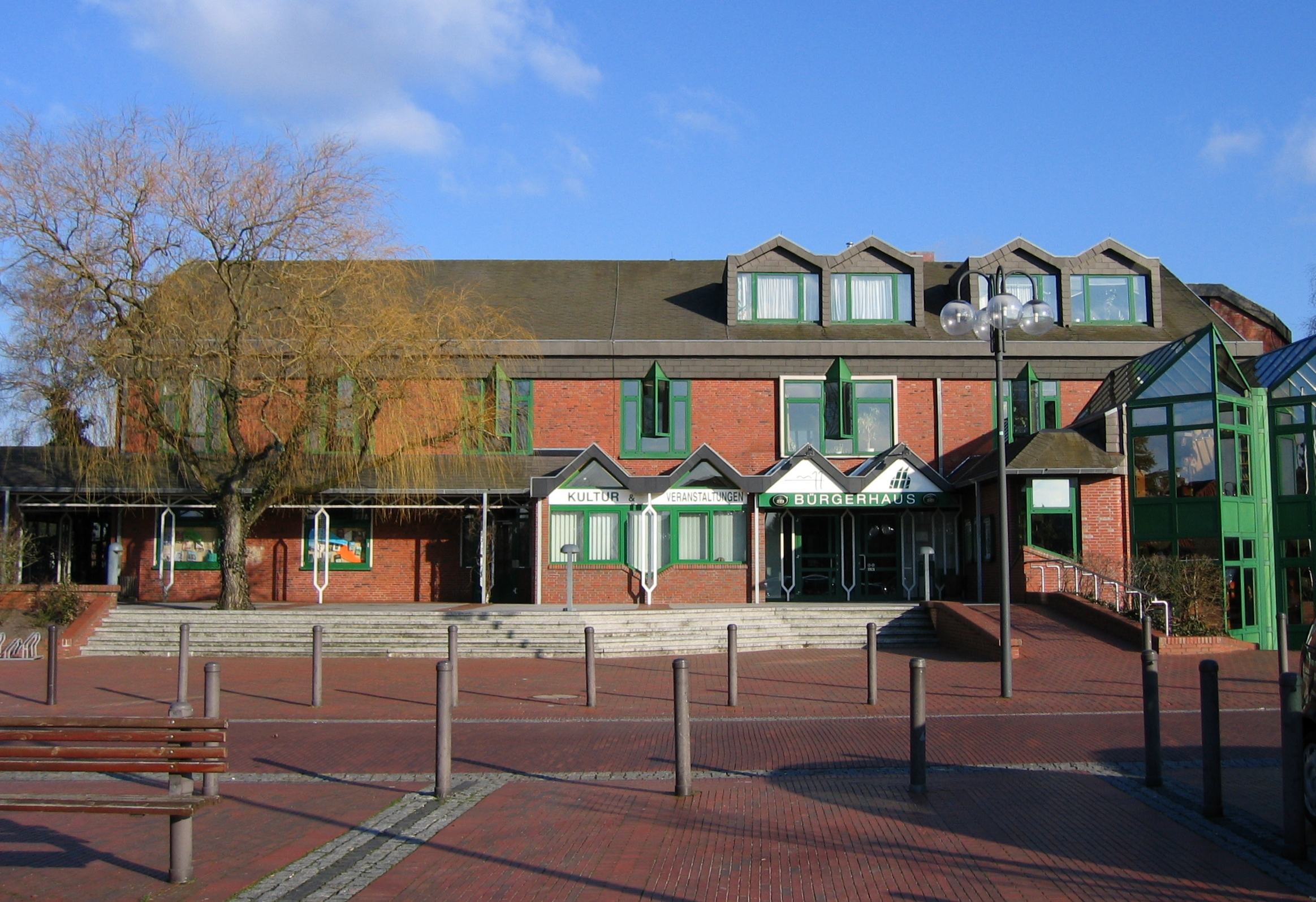
Das Bürgerhaus Schortens

Erste Spuren der Besiedlung im heutigen Stadtgebiet reichen bis ins 5. Jahrhundert zurück. Damals gab es Schortens als Einheit noch nicht, sondern an seiner Stelle lagen verschiedene Bauerschaften und kleinere Dörfer. Die Verwaltungseinheiten waren die Kirchspiele, deren Grenzen im Wesentlichen durch die geographischen Gegebenheiten (beispielsweise Flüsse und andere Hindernisse) abgesteckt waren. Nach dem Bau der St.-Stephanus-Kirche und einer damit verbundenen Neueinteilung der Kirchspiele entwickelte sich der heutige Ortskern zum geistigen Zentrum des näheren Umkreises, wozu auch das nahe gelegene Kloster Oestringfelde beitrug, das im Mittelalter in der ganzen Region bekannt war.

### Geschichtlicher Überblick

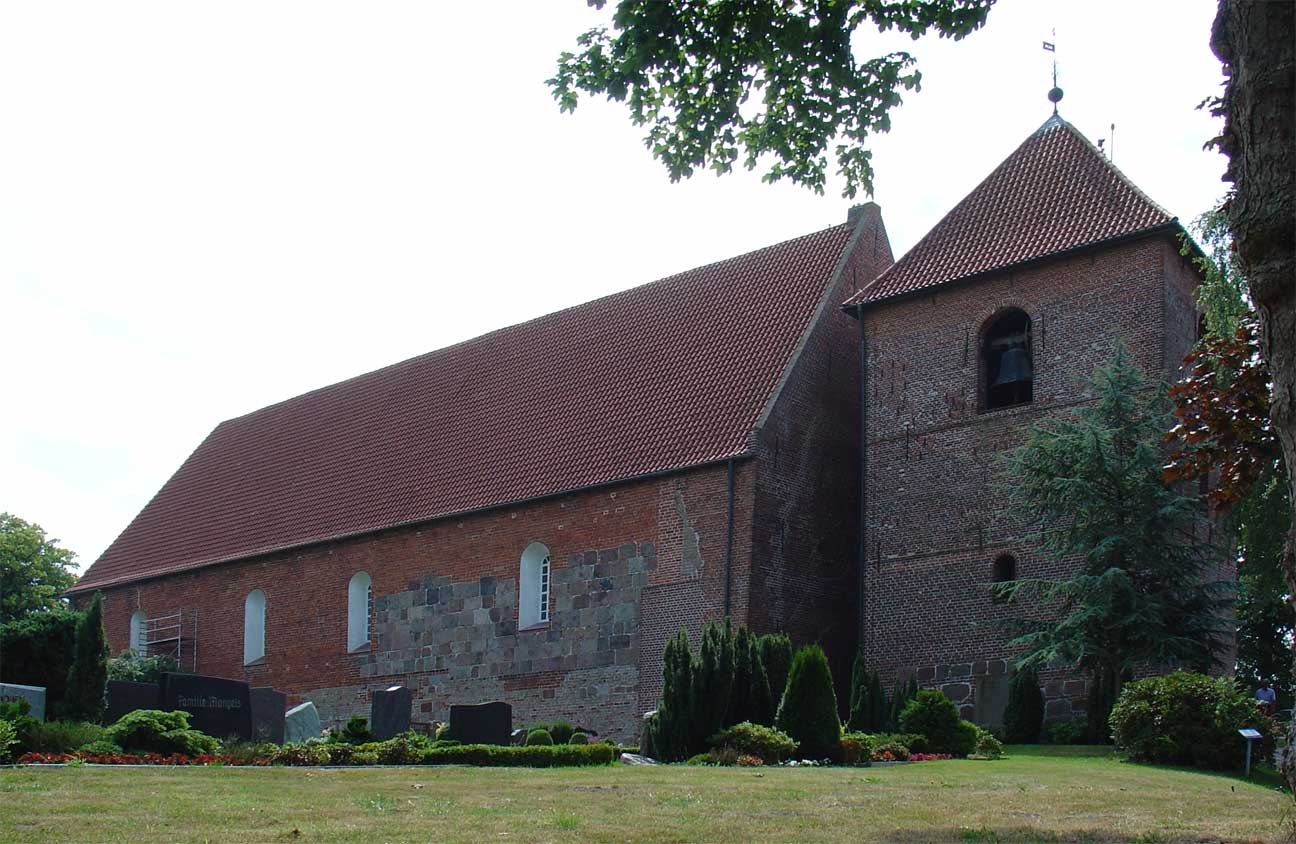
St.-Stephanus-Kirche

1153 gelobten die durch Rindermast und Handel wohlhabenden Oestringer Friesen vor einer Schlacht gegen ein sächsisches Heer, im Falle eines Sieges eine Kirche zu bauen „in de Ehre Sunte Steffan tho Schortense“. Diese erste, sicher datierbare Steinkirche auf der ostfriesischen Halbinsel hatte keinen hölzernen Vorgängerbau. Die St.-Stephanus-Kirche wurde aus – hier erstmals verwendeten – Granitquadern und aus Tuffstein erbaut, den die Händler aus der Eifel mitbrachten, wenn sie ihre Waren zu Schiff in Köln verkauft hatten. Die Kirche ist ein Apsissaal aus ungegliedertem Schiff und Chorapsis.
1361 ließ der Häuptling Keno tom Brook im Verlaufe einer Fehde die Nordwand unterminieren, die daraufhin einstürzte. Außerdem wurde das Reetdach angezündet. In einer Chronik heißt es: „Anno 1361 was Schortenser Kerke gebrennt van Juncker Keno uth Brockmerland unnd sinenn volcke.“ Tom Brook hat sie aber nur angezündet, nicht verbrannt, denn die Südseite ist in der alten Gestalt aus Granit und Tuff weitgehend erhalten geblieben.
Mit dem Ende der Friesischen Freiheit ging das Stammesgebiet der Oestringer, zu dem auch Schortens gehörte, in der Herrschaft Jever auf, das von der Häuptlingsfamilie Wiemken regiert wurde. 1548 wurde die Herrschaft Jever auf dem Reichstag in Augsburg als Lehen Brabants dem Burgundischen Reichskreis angeschlossen. Nach dem Tod Marias im Jahre 1575 wurden Schortens und Jever oldenburgisch. Am 12. August 1588 bestätigte der Brüsseler Hof den oldenburgischen Herrschaftsanspruch gegenüber der Grafschaft Ostfriesland. Das Dorf Accum gehörte von 1465 bis 1858 zur Herrschaft Kniphausen.
Um 1600 entstand als Anbau an die Kirche die erste Schule auf dem heutigen Stadtgebiet und später tagte im Gasthof neben der Kirche der Kirchen- und Gemeinderat. Als 1667 der letzte männliche Erbe des Hauses Oldenburg starb, fiel Schortens im Jahre 1675 unter dänische Besatzung. Nach einer Einigung mit Dänemark gehörte Schortens ab 1689 zum Fürstentum Anhalt-Zerbst, wie es von dem letzten Oldenburger Regenten Anton Günther vor seinem Tod verfügt worden war.
Bei der Weihnachtsflut 1717 starben in der Herrschaft Jever 1.294 Menschen, davon 17 im Kirchspiel Schortens, 24 im Kirchspiel Sillenstede und 25 im Kirchspiel Accum.
Als ab 1786 die ersten bürgerlichen Verwaltungsorgane entstanden, wählte man zur Gliederung die Kirchspielgrenzen. Somit bildete das Schortenser Kirchspiel auch eine politische Einheit und entwickelte sich zur Gemeinde und heutigen Stadt Schortens.
Im Jahr 1793 starb die Linie Anhalt-Zerbst aus und Schortens wurde nach der Zerbster Teilung unter Katharina II. russisch. Im Frieden von Tilsit wurde die Herrschaft Jever an das Königreich Holland abgetreten, sodass Schortens im Jahr 1807 holländisch und nach der Eroberung durch Napoleon I. im Jahr 1810 französisch wurde. Es gehörte bis 1813 zum Arrondissement Jever im Département Ems-Oriental, das auch große Teile des Fürstentums Ostfriesland umfasste. Nach dem Rückzug der napoleonischen Truppen fiel Schortens wieder an Russland, wurde aber 1818 an das Großherzogtum Oldenburg abgegeben. Schortens gehörte mit Ausnahme von Accum zum oldenburgischen Amt Jever. 1854 wurde auch die vorher selbstständige Herrschaft Kniphausen, zu der Accum gehörte, ein oldenburgisches Amt, das 1858 schließlich im Amt Jever aufging.
Ab Mitte des 19. Jahrhunderts begann in Schortens eine regere Besiedlung, deren Auslöser vor allem die Fertigstellung der Straßenverbindung Oldenburg–Jever im Jahre 1837 und ab 1871 die Schaffung einer Eisenbahnverbindung von Sande über Heidmühle nach Jever waren. Zudem profitierte Schortens stark von der Entwicklung des neu angelegten preußischen Marinestützpunktes Wilhelmshaven. Viele Arbeiter siedelten sich im heutigen Stadtgebiet an. Durch die Eisenbahnanbindung verlagerte sich das Ortszentrum von der St.-Stephanus-Kirche hin zum Bahnhof im Ortsteil Heidmühle.
Nach dem Ersten Weltkrieg ging die Produktion von Kriegsschiffen in Wilhelmshaven stark zurück und Schortens hatte mit hoher Arbeitslosigkeit zu kämpfen.
Schon im Mai 1924 erreichte der Völkisch-Soziale Block, ein rechtsextremes Wahlbündnis, das das Wählerpotenzial der verbotenen Nationalsozialistischen Deutschen Arbeiterpartei auffing, bei den Reichstagswahlen 27,6 Prozent der abgegebenen gültigen Stimmen in Schortens, während er im Reichsdurchschnitt bei 6,6 Prozent verblieb. Die Deutschnationale Volkspartei erhielt weitere 17,8 Prozent, sodass die spätere „Hitler-Koalition“ von 1933 bereits zu diesem frühen Zeitpunkt in Schortens 45,4 Prozent der Stimmen auf sich vereinen konnte. Im damals noch eigenständigen Sillenstede erreichten VSB und NSDAP zusammen sogar 69,6 Prozent.
Zur Zeit der Weimarer Republik lebte die siebenköpfige jüdische Familie Solmitz in Heidmühle. Während die Eltern in den Konzentrationslagern Theresienstadt und Auschwitz ermordet wurden, konnten sich die Kinder der Verfolgung durch die Nazis entziehen. Zwei Töchter starben während des Zweiten Weltkrieges, während die zwei Söhne untertauchen bzw. ins Ausland fliehen konnten. Eine weitere Tochter kehrte nach Kriegsende nach Schortens zurück. Eine Gedenktafel an dem Wohnhaus der Schlachter- und Viehhändlerfamilie in der Jeverschen Straße 16 erinnert seit Mai 2018 an Max und Paula Solmitz.
Bei den Reichstagswahlen im März 1933 erreichten die rechtsextremen NSDAP und DNVP in Schortens zusammen 58,9 Prozent, in Sillenstede sogar 82,2 Prozent der Wählerstimmen. Die Mehrheit der Parteien fiel in Schortens also noch um sieben Prozent deutlicher aus als auf Reichsebene. Gleichzeitig erreichte die SPD in Schortens mit 30,2 Prozent ihr bestes Ergebnis im Jeverland und ein fast doppelt so hohes Ergebnis wie die 18,3 Prozent im gesamten Reich.
1933 wurde Schortens dann mit Cleverns, Sandel und Sande zur Gemeinde Oestringen zusammengeschlossen. Dieser Zusammenschluss wurde allerdings kurz nach dem Zweiten Weltkrieg im Jahr 1948 wieder aufgehoben. Die Ämter Jever und Varel wurden 1933 zum Amt Friesland mit Sitz in Jever vereinigt, ab 1939 als Landkreis Friesland. 1936 wurde der Fliegerhorst Jever eröffnet, der bis heute existiert und von der Luftwaffe genutzt wird. Zwischen 1945 und 1951 waren auf dem Gelände bis zu 1.500 Displaced Persons untergebracht: überwiegend Juden aus dem Konzentrationslager Bergen-Belsen, die auf ihre Auswanderung warteten.
Am 6. Mai 1945 befreiten polnische Panzertruppen des 2. Kanadischen Korps das Jeverland und Schortens gehörte fortan zur britischen Besatzungszone. 1946 wurde Schortens in das neu gegründete Land Niedersachsen einbezogen. Im selben Jahr kamen im Zuge der Vertreibung Deutscher aus Mittel- und Osteuropa mehr als 4.000 Heimatvertriebene nach Schortens, sodass die Einwohnerzahl stark anstieg. Auch die Ansiedlung der Olympia-Werke in Roffhausen förderte die Schortenser Entwicklung nach dem Zweiten Weltkrieg. Im Jahr 1961 wurde die Einwohnerzahl von 10.000 überschritten. Durch die Gebietsreform in Niedersachsen und die damit einhergehende Eingemeindung der bis dahin selbstständigen Gemeinde Sillenstede im Jahr 1972, erreichte Schortens erstmals im Jahr 1974 die Marke von 20.000 Einwohnern. Außerdem trat am 1. August 1977 die Auflösung des Landkreises Friesland in Kraft und Schortens gehörte bis zur Rücknahme der Neugliederung am 1. Januar 1980 zu einem um den ehemaligen Landkreis Wittmund erweiterten Landkreis Friesland mit Sitz im ostfriesischen Wittmund.
1987 wurde das Bürgerhaus Schortens an der Rheinstraße gebaut, in dessen Räumlichkeiten nun auch die Bücherei Platz fand, die es an anderer Stelle bereits seit den 1950er Jahren gab. Das Bürgerhaus entwickelte sich in den darauffolgenden Jahrzehnten zum kulturellen Mittelpunkt der Gemeinde. Die Stadtrechte erhielt Schortens am 21. Januar 2005. Seit dem 1. Juni 2005 ist die Stadt Schortens selbständige Gemeinde.
Am 6. Dezember 2011 wurde der Stadt für die Ortsteile Schortens, Heidmühle, Ostiem, Oestringfelde und Grafschaft offiziell das Prädikat „Staatlich anerkannter Erholungsort“ verliehen.
Während der Corona-Pandemie geriet Schortens bundesweit in die Schlagzeilen, weil eine Krankenschwester im April 2021 im Impfzentrum Schortens Kochsalzlösung anstelle von Impfstoffen auf für die Impfung vorgesehene Spritzen zog. Mehr als 8.000 Personen mussten sich erneut impfen lassen. Die Frau wurde wegen vorsätzlicher Körperverletzung in sechs Fällen zu einer Freiheitsstrafe von 6 Monaten auf Bewährung verurteilt.

### Eingemeindungen
Am 1. Juli 1972 wurde die Nachbargemeinde Sillenstede eingegliedert. Diese gehörte von 1933 bis 1948 zur Gemeinde Kniphausen.

### Einwohnerstatistik

Einwohnerentwicklung von Schortens von 1791 bis 2018 nach nebenstehender Tabelle

Die Daten in der linken Tabelle gelten für die Gemeinde Schortens ohne die Ortsteile Accum, Grafschaft und Sillenstede, die erst seit der Gebietsreform 1972 zu Schortens gehören. In der Bevölkerungsfortschreibung des Niedersächsischen Landesamtes für Statistik ist für die Jahre von 1968 bis 1971 die Bevölkerungszahl der damaligen Gemeinde Sillenstede mit einberechnet worden.
| Jahr   | Einw.  |
| ------ | ------ |
| 1791   | 1.130  |
| 1816   | 1.356  |
| 1871   | 1.770  |
| 1876   | 1.696  |
| 1890   | 1.865  |
| 1895   | 1.782  |
| 1905   | 2.550  |
| 1910   | 3.272  |
| 1925   | 4.052  |
| 1939   | 5.484  |
| 1946   | 7.690  |
| 1948   | 8.058  |
| 1950   | 7.980  |
| 1961   | 9.805  |
| 1964   | 10.545 |
| 1968 ¹ | 16.364 |
| 1969 ¹ | 17.070 |

| Jahr   | Einw.  |
| ------ | ------ |
| 1970 ¹ | 18.154 |
| 1971 ¹ | 18.222 |
| 1972   | 18.745 |
| 1973   | 19.663 |
| 1974   | 20.100 |
| 1975   | 20.278 |
| 1976   | 20.244 |
| 1977   | 20.243 |
| 1978   | 20.282 |
| 1979   | 20.294 |
| 1980   | 20.119 |
| 1981   | 20.044 |
| 1982   | 19.952 |
| 1983   | 19.846 |
| 1984   | 20.042 |
| 1985   | 19.921 |
| 1986   | 20.020 |

| Jahr | Einw.  |
| ---- | ------ |
| 1987 | 19.437 |
| 1988 | 19.342 |
| 1989 | 19.421 |
| 1990 | 19.485 |
| 1991 | 19.796 |
| 1992 | 20.014 |
| 1993 | 20.266 |
| 1994 | 20.527 |
| 1995 | 20.837 |
| 1996 | 21.047 |
| 1997 | 21.219 |
| 1998 | 21.282 |
| 1999 | 21.240 |
| 2000 | 21.299 |
| 2001 | 21.371 |
| 2002 | 21.320 |
| 2003 | 21.336 |

| Jahr | Einw.  |
| ---- | ------ |
| 2004 | 21.343 |
| 2005 | 21.189 |
| 2006 | 21.132 |
| 2007 | 21.171 |
| 2008 | 21.047 |
| 2009 | 20.801 |
| 2010 | 20.691 |
| 2011 | 20.339 |
| 2012 | 20.243 |
| 2013 | 20.191 |
| 2014 | 20.132 |
| 2015 | 20.321 |
| 2016 | 20.416 |
| 2017 | 20.451 |
| 2018 | 20.329 |
| 2019 | 20.381 |
| 2020 | 20.483 |

| Jahr | Einw.  |
| ---- | ------ |
| 2021 | 20.590 |
| 2022 | 20.797 |
| 2023 | 20.932 |

¹ Zusammen mit der Gemeinde Sillenstede

### Konfessionsstatistik
Gemäß dem Zensus 2011 waren 55,4 % der Einwohner evangelisch, 8,7 % römisch-katholisch und 35,9 % waren konfessionslos, gehörten einer anderen Glaubensgemeinschaft an oder machten keine Angabe. Der Anteil der evangelischen und katholischen Kirchenmitglieder ist seitdem beträchtlich gesunken. Zum Jahresende 2024 hatte Schortens 21.309 Einwohner, davon waren 39,1 % (8.322) evangelische Kirchenmitglieder und 7,4 % (1.579) Katholiken. Die übrige mehrheitliche 53,5 % gehörten entweder einer anderen oder gar keiner Glaubensgemeinschaft an.

## Religion

### Christentum
- Evangelisch-lutherische Kirchengemeinden in Schortens, Heidmühle, Roffhausen, Middelsfähr, Sillenstede
- Evangelisch-reformierte Kirchengemeinde in Accum
- Römisch-katholische Kirchengemeinde in Heidmühle
- Adventgemeinde in Heidmühle
- Neuapostolische Kirche in Heidmühle
- Die Evangelisch-Freikirchlichen Christen (Baptisten) werden von den Evangelisch-Freikirchlichen Gemeinden in Wilhelmshaven und Jever betreut.

### Judentum
Schortens gehört zum Einzugsgebiet der Jüdischen Gemeinde zu Oldenburg.

## Politik

### Rat
Der Rat der Stadt Schortens besteht aus 34 Ratsfrauen und Ratsherren. Dies ist die festgelegte Anzahl für eine Stadt mit einer Einwohnerzahl zwischen 20.001 und 25.000 Einwohnern. Die 34 Ratsfrauen und Ratsherren werden durch eine Kommunalwahl für jeweils fünf Jahre gewählt. Die nächste Amtszeit beginnt am 1. November 2021 und endet am 31. Oktober 2026.
Stimmberechtigt im Rat ist außerdem der hauptamtliche Bürgermeister. Dies ist seit November 2004 der direkt gewählte Bürgermeister Gerhard Böhling.
Die letzte Kommunalwahl vom 12. September 2021 ergab das folgende Ergebnis:
| Partei                | Anteilige Stimmen | Anzahl Sitze | Veränderung Stimmen | Veränderung Sitze | Sitze Oktober 2022 | Veränderung bis 10.2022 |
| --------------------- | ----------------- | ------------ | ------------------- | ----------------- | ------------------ | ----------------------- |
| SPD                   | 34,54 %           | 12           | − 2,02 %            | 0                 | 11                 | −1                      |
| CDU                   | 31,33 %           | 11           | + 3,15 %            | + 1               | 14                 | +3                      |
| Bündnis 90/Die Grünen | 14,46 %           | 5            | + 3,44 %            | + 1               | 5                  | 0                       |
| Freie Bürger          | 11,04 %           | 4            | + 11,04 %           | + 4               | 3                  | −1                      |
| FDP                   | 6,36 %            | 2            | + 0,21 %            | 0                 | 1                  | −1                      |
| Linke                 | 1,20 %            | 0            | + 1,20 %            | 0                 | 0                  | 0                       |
| Die Basis             | 1,06 %            | 0            | + 1,06 %            | 0                 | 0                  | 0                       |

Die Wahlbeteiligung bei der Kommunalwahl 2021 entsprach mit 57,1 % genau dem niedersächsischen Durchschnitt. Zum Vergleich – bei der vorherigen Kommunalwahl vom 11. September 2016 lag die Wahlbeteiligung bei 56,05 %.
Im Mai 2022 gaben je ein Ratsmitglied der SPD und der FDP ihren Wechsel zur CDU bekannt. Im Oktober 2022 wechselte ein weiteres Ratsmitglied, diesmal von der Wählergruppe Freie Bürger zur CDU. Seitdem verfügen die CDU über 14, die SPD über 11, die Freien Bürger über 3 Sitze sowie die FDP über einen Sitz im Rat.

### Bürgermeister

Bürgermeisterwahl 2004

Derzeitiger Bürgermeister von Schortens ist der parteilose Gerhard Böhling. Er löste im November 2004 als erster hauptamtlicher Bürgermeister den vorherigen Bürgermeister Herbert Lahl (CDU) sowie Gemeindedirektor Wolfgang Schmitz ab.
| Bürgermeisterwahl am 26. Mai 2019 | Bürgermeisterwahl am 26. Mai 2019 | Bürgermeisterwahl am 26. Mai 2019 | Bürgermeisterwahl am 11. Sept. 2011 | Bürgermeisterwahl am 11. Sept. 2011 | Bürgermeisterwahl am 11. Sept. 2011 | Bürgermeisterwahl am 26. Juni 2004 | Bürgermeisterwahl am 26. Juni 2004 | Bürgermeisterwahl am 26. Juni 2004 |
| --------------------------------- | --------------------------------- | --------------------------------- | ----------------------------------- | ----------------------------------- | ----------------------------------- | ---------------------------------- | ---------------------------------- | ---------------------------------- |
| Gerhard Böhling                   | 6.857                             | 62,1 %                            | Gerhard Böhling Ja                  | 7.381                               | 84,7 %                              | Gerhard Böhling                    | 4.938                              | 61,0 %                             |
| Andreas Bruns                     | 3.100                             | 28,1 %                            | Gerhard Böhling Nein                | 1.334                               | 15,3 %                              | Carsten Feist                      | 2.688                              | 33,2 %                             |
| Wolfgang Ottens                   | 1.078                             | 9,8 %                             |                                     |                                     |                                     | Ewald Eden                         | 467                                | 5,8 %                              |
| Wahlbeteiligung                   | 11.035 von 17.252                 | 11.035 von 17.252                 | Wahlbeteiligung                     | 8.870 von 17.138                    | 8.870 von 17.138                    | Wahlbeteiligung                    | 8.253 von 17.097                   | 8.253 von 17.097                   |
| Wahlbeteiligung                   | 64,0 %                            | 64,0 %                            | Wahlbeteiligung                     | 51,8 %                              | 51,8 %                              | Wahlbeteiligung                    | 48,3 %                             | 48,3 %                             |

### Vertreter in Land- und Bundestag

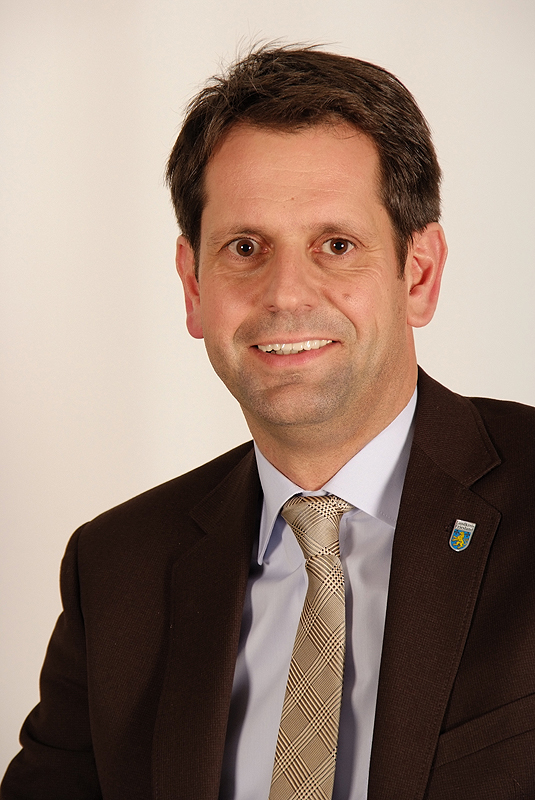
Landtagsabgeordneter Olaf Lies

Bei den Wahlen zum Niedersächsischen Landtag gehört Schortens zum Landtagswahlkreis 070 Friesland, der den gesamten Landkreis Friesland umfasst. Das Direktmandat wurde im Januar 2013 durch Olaf Lies von der SPD gewonnen. Bei der Wahl vom 15. Oktober 2017 konnte er den Erfolg wiederholen. Bei der letzten Landtagswahl vom 9. Oktober 2022 konnte Lies das Direktmandat mit 48,96 % der Stimmen bei einer Wahlbeteiligung von 59,54 % erneut verteidigen. Weiterhin werden Katharina Jensen (CDU) und Sina Beckmann (Grüne) den Landkreis im Landtag vertreten. Sie zogen über die jeweiligen Landeslisten ihrer Parteien in das Parlament. Die konstituierende Sitzung des neu gewählten Parlaments fand am 8. November 2022 statt. Die Wahlperiode endet im Herbst 2027.
Die Stadt Schortens gehört zum Bundestagswahlkreis Friesland – Wilhelmshaven – Wittmund. Er umfasst die Stadt Wilhelmshaven sowie die Landkreise Friesland und Wittmund. Bei der Bundestagswahl 2025 gewann die Sozialdemokratin Siemtje Möller das Direktmandat zum dritten Mal in Folge. Über Listenplätze ihrer Parteien zogen Anne Janssen (CDU) und Martin Sichert (AfD) aus dem Wahlkreis in den Bundestag ein.

### Wappen

Das Wappen der Stadt Schortens

Das Wappen der Stadt Schortens enthält ein rotes, springendes Pferd mit aufgerichtetem Schweif auf weißem Grund, ähnlich dem niedersächsischen Wappen (weißes Pferd auf rotem Grund und hängender Schweif, siehe Sachsenross), lediglich mit vertauschen Farben. Das Wappen geht wahrscheinlich auf die Pferdezucht der Oestringer im Mittelalter zurück, die schon damals international bekannt war. Eine andere Begründung geht davon aus, dass ein einzelnes „Wunderpferd“, mit dem ein Schortenser Bürger im Mittelalter quer durch Europa reiste, Grundlage für das Wappen ist. Dies ist auch die offizielle Begründung des Gemeindeausschusses, der am 21. April 1948 das springende Pferd als Gemeindesiegel vorgeschlagen hat.
Das springende Pferd kam auch schon im Gemeindesiegel der Gemeinde Oestringen von 1933 bis 1945 vor.

### Städtepartnerschaften
Schortens unterhält Städtepartnerschaften mit folgenden Städten:
- Nagybajom (Ungarn), seit 1993
- Pieszyce (Polen), seit 2004

## Kultur und Sehenswürdigkeiten

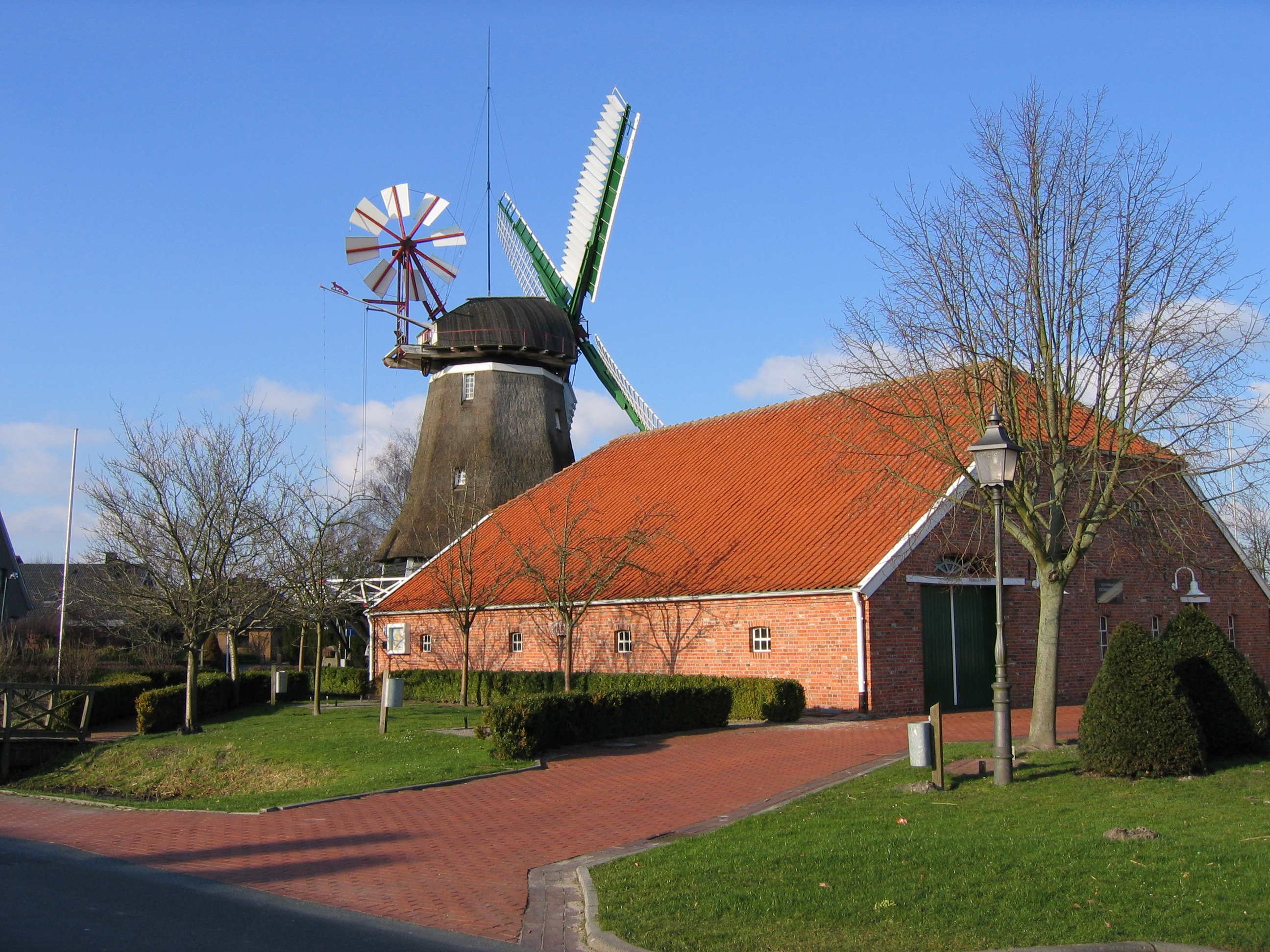
Die Accumer Mühle mit der Mühlenscheune

### Sehenswürdigkeiten
Die evangelisch-lutherische St.-Stephanus-Kirche im Ortsteil Schortens wurde von 1153 bis 1168 auf einer künstlichen Warft gebaut. Das Kirchengebäude ist die älteste sicher datierbare Steinkirche auf der ostfriesischen Halbinsel. Aus der Zeit vor der Reformation stammt der im Laufe des 15. Jahrhunderts erbaute dreibogige Lettner, dessen beide äußeren Bögen zum Aufstellen von Seitenaltären dienten. Der 564 Zentimeter breite und 210 Zentimeter hohe, spätgotische Flügelaltar ist der wertvollste Einrichtungsgegenstand der Kirche. Die Orgel aus dem Jahr 1686 stammt vom bekannten Orgelbauer Joachim Kayser.
Die evangelisch-lutherische St.-Florian-Kirche im Stadtteil Sillenstede wurde vermutlich im Jahre 1233 fertiggestellt. Die auf einer Warf stehende Kirche ist mit einer Länge von 44 Metern und einer Breite von 13 Metern die größte und bedeutendste Granitquaderkirche Frieslands. Der Chor der Kirche wurde äußerlich ohne besondere architektonische Ausformung gestaltet und wird innen durch einen aufwendig gestalteten Triumphbogen vom langgestreckten Apsissaal der Kirche getrennt. Sehenswert ist der Taufstein aus dem Jahre 1250, der aus Eichenholz geschnitzte Passionsaltar von 1515/1520 sowie die Johann-Adam-Berner-Orgel aus dem Jahre 1757.
Die 1746 errichtete Accumer Mühle im Stadtteil Accum ist eine voll funktionsfähige Galerieholländerwindmühle. Die Windmühle misst bis zur Oberkante der Kappe rund 18 Meter und der Durchmesser des Flügelkreuzes beträgt rund 22 Meter. Die Mühle wird durch den Arbeitskreis Accumer Mühle e. V. erhalten und betrieben.
Ebenfalls in Accum steht die evangelisch-reformierte St. Willehad Kirche. Die denkmalgeschützte Kirche ist ein schlichter, schmuckloser Rechteckbau aus dem Jahr 1719 und die einzige reformierte Kirche in der sonst lutherischen oldenburgischen Landeskirche. Im Inneren der Kirche befindet sich das Grabmal für den Häuptling Tido von In- und Kniphausen und seine Frau Eva von Renneberg. Das Doppelgrab ist in schwarzem Marmor ausgeführt und stammt von einem flämischen Künstler aus der Zeit der Renaissance.
Der im Stadtteil Oestringfelde stehende Wolfsgalgen erinnert an einen der letzten Wölfe, der im Jahre 1738 in der Region erlegt wurde.
Am 8. Mai 2018 wurde am letzten Wohnhaus der jüdischen Familie Solmitz in der Jeverschen Straße 16 eine Gedenktafel enthüllt, die an die Opfer der Schoa in Schortens erinnert. Die Gedenktafel ist Teil der Erinnerungsorte Friesland. In dem Haus befindet sich heute ein indisches Restaurant.
Weitere Sehenswürdigkeiten sind:

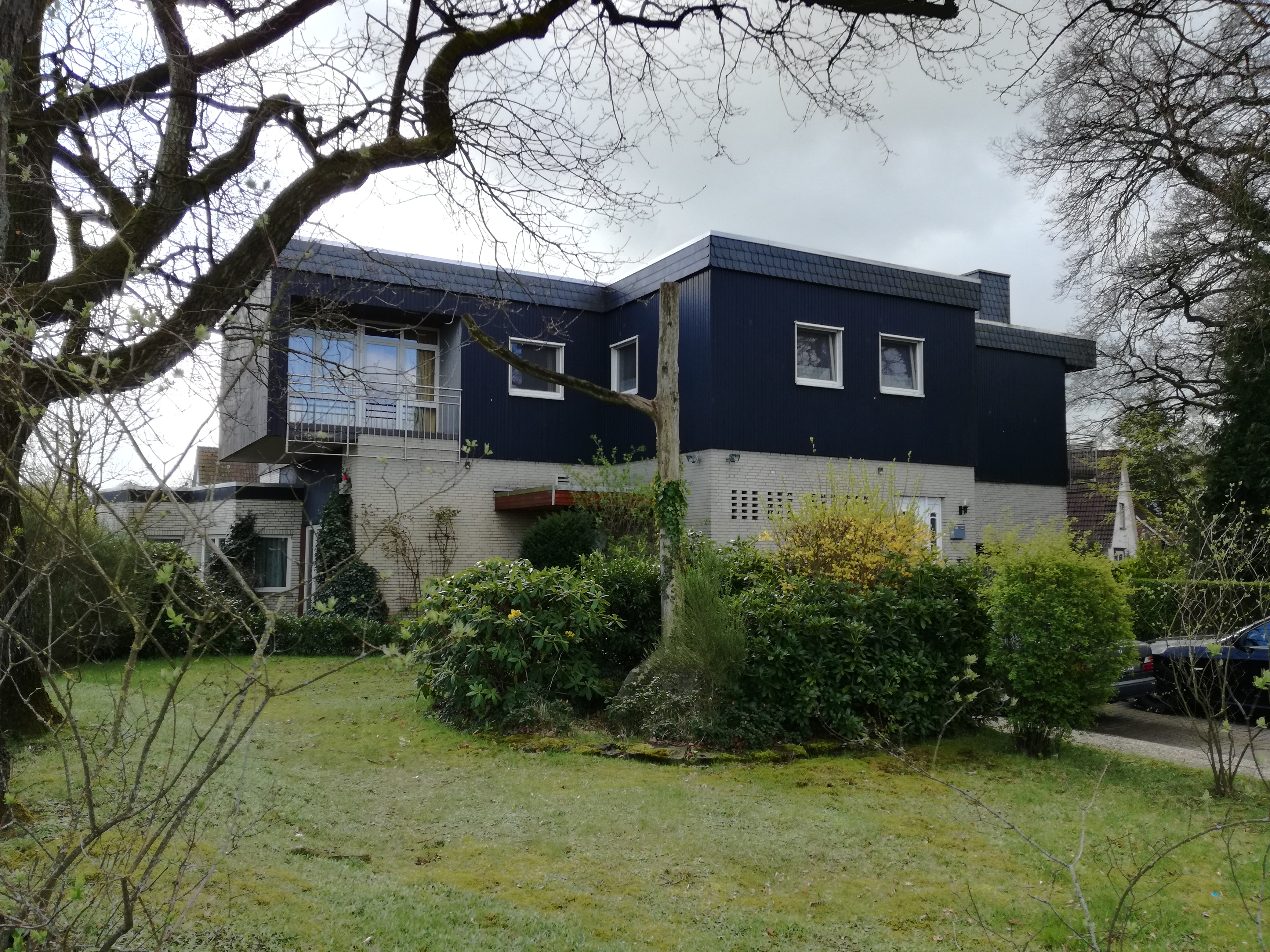
Der Wolfsgalgen an der Ecke Klosterweg/Ginsterweg in Form eines Baumstamms

- Klosterpark Oestringfelde mit Klosterruine und Klostergarten
- Forst Upjever
- Regionales Umweltzentrum (RUZ) im Klosterpark
- Nachbau der alten Heidemühle in Heidmühle
- Jüdischer Friedhof Schortens an der Menkestraße
- Olympia-Ausstellung des Heimatvereins Schortens auf dem Gelände des Technologie Centrum Nordwest (TCN)
- 100 Jahre alte Horizontalgattersäge des Vereins Gattersäge Upjever e. V. im Forst Upjever

### Regelmäßige Veranstaltungen
Im Schortenser Veranstaltungskalender sind die folgenden regelmäßigen Veranstaltungen mit großer regionaler bzw. überregionaler Bekanntheit erwähnenswert:
- Pfingsten: Nordfrost-Cup, seit 1974 ausgerichtetes Fußballjugendturnier des Heidmühler Fußballclub e. V.

- Juni: Schortenser Klinkerzauber, Straßenkunst- und Musikfestival

- August: Internationaler Schortenser Jever-Fun-Lauf, international besetzter Volks- und Straßenlauf (seit 1987)[35]
- September: Stadtfest Schortens mit Flohmarkt, der jährlichen Wahl der Mühlenkönigin und dem „Buspulling“

### Sport
Der 1950 ursprünglich als reiner Fußballverein gegründete Heidmühler Fußballclub e. V. ist mit seinen rund 2.500 Mitgliedern nicht nur der größte Verein der Stadt, sondern auch des Landkreises Friesland. Der Sportverein bietet die Sparten Badminton, Bowling, Fußball, Handball, Judo, Karate, Kegeln, Leichtathletik, Männerfreizeit, Schwimmen, Sport & Gesundheit, Tischtennis, Turnen und Volleyball. Die erste Herrenmannschaft spielte in der Saison 2017/18 in der Landesliga Weser-Ems (sechsthöchste Spielklasse in Deutschland), stieg aber nach einer Saison als Tabellenletzter wieder ab.
Der Turn- und Sportverein Oestringen wurde 1913 als „Männer-Turnverein Ostiem“ gegründet und ist mit über 1.000 Mitgliedern der zweitgrößte Sportverein der Stadt Schortens. Seit Februar 2004 besitzt der Verein eine neu gebaute Sportanlage mit Sporthalle und Außengelände an der Straße Zum Huntsteert. Traditionell werden im Verein besonders die turnerischen Disziplinen gepflegt. Hier werden Eltern-Kind-Turnen, Kinderturnen, Geräteturnen für Mädchen, Jungen und Männer, Trampolinturnen, Frauenturnen, Seniorensport, Tanz und Aerobic und Gesundheitssport angeboten. Mit den Sparten Ballspiele (Basketball, Tischtennis, Badminton), Kampfsport (effektive Selbstverteidigung), Leichtathletik und Geräte-Fitness bietet der Verein weitere Sportarten an.
Der im Stadtteil Roffhausen ansässige Sportverein Grün-Gelb Roffhausen von 1919 e. V. hat rund 500 Mitglieder. Der SV GG Roffhausen bekennt sich zum Breitensport und bietet die Sparten Badminton, Handball, Freizeitsport, Volleyball, Tischtennis, Turnen, Basketball sowie Gesundheitssport.
Der am 2. Februar 1977 gegründete Fußballverein FC Middelsfähr fusionierte noch im gleichen Jahr mit dem seit 1966 bestehenden Tus Mariensiel. Die Fusion beider Vereine zum neuen Verein Schwarz-Weiß Middelsfähr/Mariensiel erfolgte zum 31. Mai 1977. Rund ein Jahr später stellte die Gemeinde Schortens die heutige Sportanlage am Pappelweg in Middelsfähr zur Verfügung. Der Verein betreibt im wesentlich die Sparte Fußball.
Der TuS Sillenstede v. 1865 e. V. ist im Stadtteil Sillenstede beheimatet und hat rund 700 Mitgliedern bei einer Einwohnerzahl von rund 2.100 Einwohnern im Ortsteil. Neben diverser Ballsportarten, werden moderne und klassische Gruppenkonzepte in der örtlichen Sporthalle und auf dem Sillensteder Sportplatz umgesetzt. Der wachsende Verein führt neben dem regulären Sportbetrieb auch eigene Veranstaltungen, wie dem Spaß-Cup im Fußball oder dem TuS-Ball durch.
Der 1976 gegründete TuS Glarum bietet seinen rund 800 Mitgliedern vor allem Turnen, Tischtennis, Badminton und Handball für die Stadtteile Grafschaft und Accum an.
Der im Jahr 1979 gegründete Golfclub Wilhelmshaven-Friesland e. V. unterhält eine 18-Loch-Golfanlage mit Clubhaus zwischen dem Schortenser Stadtteil Accum und dem Wilhelmshavener Stadtteil Fedderwarden.
In Schortens befinden sich neben den Sportplätzen und Turnhallen in kommunaler Trägerschaft auch das Freizeitbad Aqua Fit, das Friesland Bowling Center mit 16 Bowlingbahnen und das Fitnessstudio Fitness World. Das ehemalige Naturfreibad Schortens wurde im Jahr 2018 zu einer Badestelle umgewandelt.

## Wirtschaft und Infrastruktur

### Ansässige Unternehmen
Nach dem Zweiten Weltkrieg siedelte sich die Olympia-Werke AG in den ehemaligen Hallen der Wilhelmshavener Marinewerft in Roffhausen an. Das Unternehmen beschäftigte hier zeitweilig über 12.000 Mitarbeiter. Der Standort musste allerdings 1992 aufgrund wirtschaftlicher Probleme endgültig geschlossen werden. Heute befindet sich auf dem ehemaligen Olympia-Gelände das Technologie Centrum Nordwest, auf dem sich inzwischen 63 verschiedene Unternehmen mit rund 2600 Mitarbeitern niedergelassen haben.
Im Schortenser Gewerbegebiet befindet sich außerdem die Zentrale der Nordfrost-Gruppe, einem 1975 gegründeten Unternehmen, das insgesamt 1.200 Mitarbeiter an 29 Standorten in Deutschland, Dänemark und den Niederlanden beschäftigt.
Der 1987 gegründete Nuss- und Trockenobsthersteller Meienburg, der seine Produkte deutschlandweit vertreibt, hat seinen Unternehmenssitz ebenfalls in Schortens.
Bis zum Jahre 2008 befand sich in Schortens der BahnCard-Service der DB Fernverkehr AG.

### Tourismus
Der Tourismus nimmt in Schortens seit einigen Jahren langsam aber stetig zu. Die Übernachtungszahlen im Beherberungsverkehr stiegen von 24.818 Übernachtungen im Jahr 2004 auf 41.266 Übernachtungen im Jahr 2009. Die durchschnittliche Aufenthaltsdauer betrug 8,2 Übernachtungen. Fast die Hälfte aller Übernachtungen erfolgte in den Monaten Juli (= 23,1 %) und August (= 22,4 %).
Seit 2008 wurden einige Maßnahmen zur Stärkung des Wirtschaftszweigs durchgeführt, so z. B. die Eröffnung einer Tourist-Information mit Übernachtungsvermittlung sowie die Erstellung eines touristischen Entwicklungskonzepts im Jahr 2010. 2011 wurde der Stadt für die Ortsteile Schortens, Heidmühle, Ostiem, Oestringerfelde und Grafschaft offiziell das Prädikat „Staatlich anerkannter Erholungsort“ verliehen.
Bereits im Jahr 2005 wurde der Vier-Sterne-Campingplatz Friesland Camping eröffnet. Der von der Stadt Schortens und der Stadt Jever gemeinsam betriebene Campingplatz liegt westlich der Stadt direkt am Badesee, dem ehemaligen Naturfreibad Schortens. Der Platz verfügt über 80 Touristik- und 15 Saisonstellplätze. Die Nutzungszahlen stiegen seit der Eröffnung von 3051 auf 10.935 Übernachtungen in 2009.

### Medien
Schortens gehört zum Einzugsgebiet dreier Zeitungen: das Jeversche Wochenblatt, das im Stadtgebiet die meisten Abonnenten hat, die Nordwest-Zeitung mit ihrem Lokalteil Der Jeverlandbote und die Wilhelmshavener Zeitung, die vor allem in den Stadtteilen Roffhausen und Middelsfähr abonniert wird.
Schortens gehört zum Sendegebiet des Lokalradiosenders Radio Jade, des regionalen Fernsehsenders Friesischer Rundfunk und der öffentlich-rechtlichen Landesrundfunkanstalt NDR.

### Öffentliche Einrichtungen

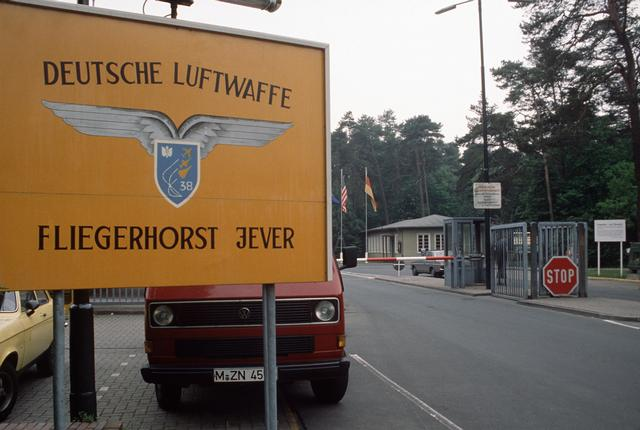
Eingang zum Fliegerhorst, 1986

Seit dem 1. Mai 1936 existiert der Fliegerhorst Jever. Er wurde während des Zweiten Weltkrieges von den verschiedenen Einheiten der Luftwaffe und des Heeres genutzt. Nach Kriegsende wurden dort zunächst ehemalige Zwangsarbeiter einquartiert, anschließend wurde der Fliegerhorst von dänischen Einheiten sowie der britischen Royal Air Force genutzt. 1961 wurde der Fliegerhorst dann an die Bundeswehr übergeben, die hier ab 1964 wieder regelmäßigen Flugbetrieb durchführte.
Zum 31. August 2005 wurde das seit 1983 dort stationierte Jagdbombergeschwader 38 „Friesland“ aufgelöst. Am 30. Juni 2006 wurde das Objektschutzbataillon der Luftwaffe aufgelöst und stattdessen das Objektschutzregiment „Friesland“ auf dem Fliegerhorst in Dienst gestellt. Außerdem verblieb die Luftwaffeninstandhaltungsgruppe 21 bis zu ihrer Auflösung Mitte 2013 am Standort.
Am 26. September 2013 wurde der Flugbetrieb auf dem Fliegerhorst Jever eingestellt. Die Entwidmung des Fliegerhorstes erfolgte Ende September 2013.

### Bildung
In Schortens gibt es sieben über die Stadtteile verteilte Grundschulen, eine Förderschule mit dem Schwerpunkt soziale und emotionale Entwicklung sowie die im Sommer 2009 gegründete IGS Friesland, die inzwischen 1.100 Schüler umfasst. Der Hauptstandort der Integrierten Gesamtschule, in dem die Klassen 5 – 10 unterrichtet werden, befindet sich an der Beethovenstraße. Die gymnasiale Oberstufe ist im ehemaligen Außenstandort des Mariengymnasiums Jever im Mühlenweg untergebracht.
Die bis dahin vorhandene Hauptschule und die Realschule wurden 2014 aufgelöst.

### Verkehr
Schortens ist über die Bundesstraße 210 von Emden nach Wilhelmshaven an die Bundesautobahn 29 angebunden. Das Autobahnkreuz Wilhelmshaven, an dem sich B 210 und A 29 kreuzen, liegt im Stadtgebiet von Schortens.
Im zweiten Halbjahr 2012 wurde westlich des Schortenser Stadtteils Ostiem ein neuer Verkehrskreisel als Zubringer zur neuen Bundesstraße 210 gebaut. Es ist die einzige Schortenser Anbindung an die neue im Dezember 2012 fertiggestellte Ortsumgehung. Die alte Bundesstraße 210, die bisher direkt durch den Ortsteil führte, wurde abgebunden und führt nun als Kreisstraße nach Sande.
Der Bahnhof Schortens-Heidmühle liegt an der Ostfriesischen Küstenbahn. Auf dieser Strecke verkehrt im Stundentakt die Linie RB59 der NordWestBahn zwischen Wilhelmshaven, Sande, Schortens, Jever, Wittmund, Burhafe und Esens. Es gilt der Tarif des Verkehrsverbund Ems-Jade (VEJ). Die Buslinien 215 und 219 der Weser-Ems Busverkehr GmbH verbinden Schortens zudem mit Jever, Sande und Wilhelmshaven.

## Persönlichkeiten

### Ehrenbürger
Die Ehrenbürgerschaft ist die höchste von der Stadt Schortens vergebene Auszeichnung für eine Persönlichkeit, die sich in herausragender Weise um das Wohl oder Ansehen der Stadt verdient gemacht hat. Schortens hat die Ehrenbürgerschaft an die folgende Person verliehen:
- Peter Torkler (1942–2024), Politiker und Ehrenamtlicher Bürgermeister – Verleihung der Ehrenbürgerschaft 2011[50]

### Söhne und Töchter der Stadt
- Johann Janßen (1895–1983), Politiker
- Rolf Janshen (* 1949), Manager (Geschäftsführender Vorstand der Humana Milchunion Unternehmensgruppe)
- Bruno Kasdorf (* 1952), deutscher General

### Persönlichkeiten, die mit der Stadt verbunden sind
- Piet Pieterszoon Heyn (1577–1629), niederländischer Freibeuter, war Müllersgehilfe in Heidmühle[51]

- Martin Bücking (1868–1954), Pfarrer und Schriftsteller, arbeitete im Jahr 1895 im Pfarramt in Schortens

- Jürgen Nicolai (1925–2006), deutscher Ornithologe, Autor und Verhaltensforscher
- Heinz Sauermann (1945–2009), Lehrer und Landschaftsmaler[52][53]
- Gerhard Henschel (* 1962), deutscher Schriftsteller, lebte Ende der 1980er Jahre im Ortsteil Heidmühle. Sein Arbeiterroman (2017) und Erfolgsroman (2018) spielen teilweise dort.
- Kurt Dossin (1913–2004), Handballspieler und Olympiasieger sowie dreifacher Deutscher Meister. Er lebte von 1955 bis 1986 in den Ortsteilen Roffhausen und Heidmühle.